# Pomladišče
Pomladišče (tudi pomladna točka, oznaka γ) je ena izmed točk na nebesni krogli, v kateri se sekata ekliptika in nebesni ekvator. V pomladišču je na svoji navidezni poti Sonce ob pomladnem enakonočju, to je okoli 21. marca vsako leto. To je tudi trenutek, ko je Sonce nad ekvatorjem Zemlje.
Pomladišče je izhodišče ekvatorskega (deklinacija) in ekliptičnega koordinatnega sistema (longituda). Poldnevnik skozi pomladišče ima enako vlogo, kot jo ima poldnevnik skozi Greenwich v Angliji za geografski koordinatni sistem. Tako ima v nebesnem ekvatorskem koordinatnem sistemu pomladišče rektascenzijo  α =  0 h. Prav tako je tudi deklinacija pomladišča δ = 0°.
Pomladišče se zelo počasi premika po nebesni krogli. Sedaj je v ozvezdju Rib (Pisces), pred 2000 leti pa je ležalo v ozvezdju Ovna. Vzrok za to je precesija vrtilne osi Zemlje (precesija enakonočij). Gibanje pomladišča zaradi nutacije in precesije spremlja posebna ustanova International Earth Rotation and Reference system Service (IERS). V ustanovo je vključena obširna mreža opazovalnic v različnih državah, ki zbirajo podatke o gibanju vrtilne osi Zemlje.
Sonce je na nasprotni strani od pomladišča na nebesni krogli vsako leto okoli 23. septembra. To točko imenujemo jesenišče.